# Комарова (Каменский муниципальный округ)
Комарова — деревня в Каменском районе Свердловской области России. Входит в Каменский муниципальный округ.
Ранее входила в состав Барабановского сельсовета Каменского района.

## Географическое положение
Деревня Комарова расположена в 13 километрах (по дорогам в 18 километрах) к юго-юго-западу от города Каменска-Уральского, в долине Красной речки (левого притока реки Исток, бассейна реки Синары). В деревне имеется пруд.

## История
В 1732 году Комарова вошла в Шаблишский приход. Деревня упомянута на ландшафтной карте 1734 года, Афанасия Кичигина. Жители деревни занимались земледелием, выращиванием и торговлей овощями, а в зимние время, рыболовством на каслинских озёрах. Ранее в деревне была распространена только одна фамилия — Комаровы.
В 1916 году деревня относилась к Шаблишской волости. В 1919 году в ходе Гражданской войны рядом с деревней произошёл бой, в котором принял участие, будущий маршал Константин Рокоссовский. В 1928 году деревня Комарово (Комарова) входила в Черемисский сельсовет Каменского района Шадринского округа Уральской области.

## Население
| 1904 | 1926 | 2002 | 2010 | 2021 |
| ---- | ---- | ---- | ---- | ---- |
| 348  | ↗502 | ↘37  | ↘25  | ↘20  |

Структура
- По данным 1904 года, 53 двора с населением 348 человек (мужчин — 182, женщин — 166), все русские[9].
- По данным переписи 1926 года, в деревне Комарово было 98 дворов с населением 502 человека (мужчин — 238, женщин — 264), все русские[4].
- По данным переписи 2002 года, в деревне проживали 37 человек, все русские[10].
- По данным переписи 2010 года, в деревне проживали 25 человек: мужчин — 10, женщин — 15[11].